# سید صادق پیشنمازی
سید صادق پیشنمازی (زاده ۱۳۴۱ در ساری)، فقیه، مجتهد ایرانی و نماینده استان مازندران در مجلس خبرگان رهبری است.

## زندگینامه
وی فرزند   آیت الله سید مهدی پیشنمازی از مؤسسان جامعه روحانیت مازندران و برادر سید محمدباقر پیشنمازی رئیس سابق ستاد نماز جمعه تهران است.
او در سال ۱۳۶۰ به جبهه های نبرد برای دفاع از مرزهای جمهوری اسلامی رفت و به صورت همزمان وارد حوزه علمیه شد. وی مدت ۲۰ سال درس خارج فقه را محضر اساتیدی همچون   آیات وحید خراسانی، سبحانی، جوادی آملی و تبریزی آموخت.
پیشنمازی فلسفه را در نزد اساتیدی چون   آیات فیاضی و بهشتی خوانده است. وی به عنوان عضو هیأت علمی و استادیار دانشگاه بین المللی اهل البیت (ع)، استاد حوزه و دانشگاه و مدرس دانش افزایی استادان هیئت علمی دانشگاه های کشور (ضیافت اندیشه استادان) و معاون آموزشی و پژوهشی دانشگاه بین المللی اهل البیت(ع) و عضو شورای تدوین برنامه ریزی راهبردی حوزه های علمیه در مجموعه های دانشگاهی و حوزوی خدمات خود را عرضه کرده است.
وی محقق و صاحب اثرات علمی، فقهی و معرفتی و دارای سطح چهار (دکتری) حوزه های علمیه نیز است.